# Dubenec (okres Trutnov)
Obec Dubenec (německy Dubenetz) se nachází v okrese Trutnov, kraj Královéhradecký. Žije zde 689 obyvatel.

## Historie
První písemná zmínka o obci pochází z roku 1343.

## Pamětihodnosti
- Kostel svatého Josefa
- Pomník obětem 1. světové války
- Fara
- Kaple Bolestivé matky Boží